# Der Chinesische Staatszirkus: Mei Li
Der Chinesische Staatszircus: Mei Li ist eine Dokumentation von Norbert Busè, produziert von der Studio.TV.Film, die am 26. Dezember 2013 um 19:20 Uhr auf arte ausgestrahlt wurde.

## Handlung
Die Geschichte des Waisenmädchens Mei Li beruht auf einer wahren Begebenheit und ist titelgebend für die Show des Chinesischen Staatszirkus, die der Film auf dessen Europa-Tournee dokumentiert. Der preisgekrönte und weltberühmte Chinesische Staatszirkus setzte auch mit diesem Stück, an dem über 40 Artisten und Akrobaten mitwirkten, neue Maßstäbe. Der legendäre Zirkus aus der Provinz Anhui kommt ohne Tiere aus, dafür stehen die weltbesten akrobatischen Leistungen auf dem Programm. 
Der Film begleitet den 15-jährigen Artisten Zhu Wan, der so gut wie nie zu Hause ist und den Zirkus als seine Familie ansieht. Der Halbwaise begann schon im Alter von 5 Jahren mit einer akrobatischen Ausbildung und gehört nun zu den Stars des Chinesischen Staatszirkus.
Der Filmemacher greift die lange Geschichte der Darstellenden Künste in China auf, die Teil der „Bai Xi“, der „Hundert Künste“, sind. Über 2500 Jahre alte Wandzeichnungen, die heute in alten Grabstätten zu finden sind, erzählen u. a. von dieser Geschichte. 
Außerdem thematisiert die Dokumentation das tägliche Zirkusleben, das von Disziplin und Gemeinschaft geprägt ist. Viele sind in der Zirkusfamilie schon von klein auf dabei, dadurch wächst eine Gruppe zusammen, deren Mitglieder sich in der gefährlichen Kunst der Akrobatik vollkommen vertrauen können.